# Якутов, Иван Степанович

Памятник Ивану Якутову в Уфе

Иван Степанович Якутов (20 июня 1868, Королёво, Уфимская губерния — 7 ноября 1907, Уфа) — деятель российского социал-демократического движения.

## Биография
Иван Якутов родился 20 июня 1868 года в деревне Королево Бирского уезда Уфимской губернии. Учился в Уфе в городском церковно-приходском училище (закончил в 1881 году). Работал в железнодорожных мастерских.
К социал-демократам примкнул в 1899 году, позднее стал руководителем марксистского кружка железнодорожников.
В 1900 принимал участие во встречах уфимских социал-демократов с В. И. Лениным.
Отправлен в ссылку в Сибирь (Иркутская губерния) в 1903 году. В 1905 вернулся в Уфу. Председатель стачечного комитета железнодорожных мастерских. Председатель Уфимского городского Совета рабочих депутатов.
9 декабря 1905 года открыл городской митинг, на котором выступающие призывали к вооружённому восстанию. Во время разгона войсками митинга дружинники бросали в солдат самодельные бомбы. По решению Уфимского комитета РСДРП Якутов уехал в Харьков. В сентябре 1906 года И. С. Якутов был арестован в Харькове и этапирован в Уфу.
По приговору военно-полевого суда казнён через повешение в Уфе в 1907 году. Его обвинили в том, что он «9 декабря 1905 года участвовал в скопище, оказавшем вооруженное сопротивление войскам около Уфимских железнодорожных мастерских…», и что при этом он лично бросил одну из бомб в солдат и казаков и ранил несколько человек.

## Память
В Уфе его именем названы улица и парк, имеется памятник. В городе Туймазы (респ. Башкортостан) названа улица в его честь.